# Chrysler Pacifica (2016)
La Chrysler Pacifica è un'autovettura monovolume di grandi dimensioni prodotta dalla casa automobilistica statunitense Chrysler a partire dal 2016 come sostituta dei modelli Town & Country e Grand Voyager.

## Storia

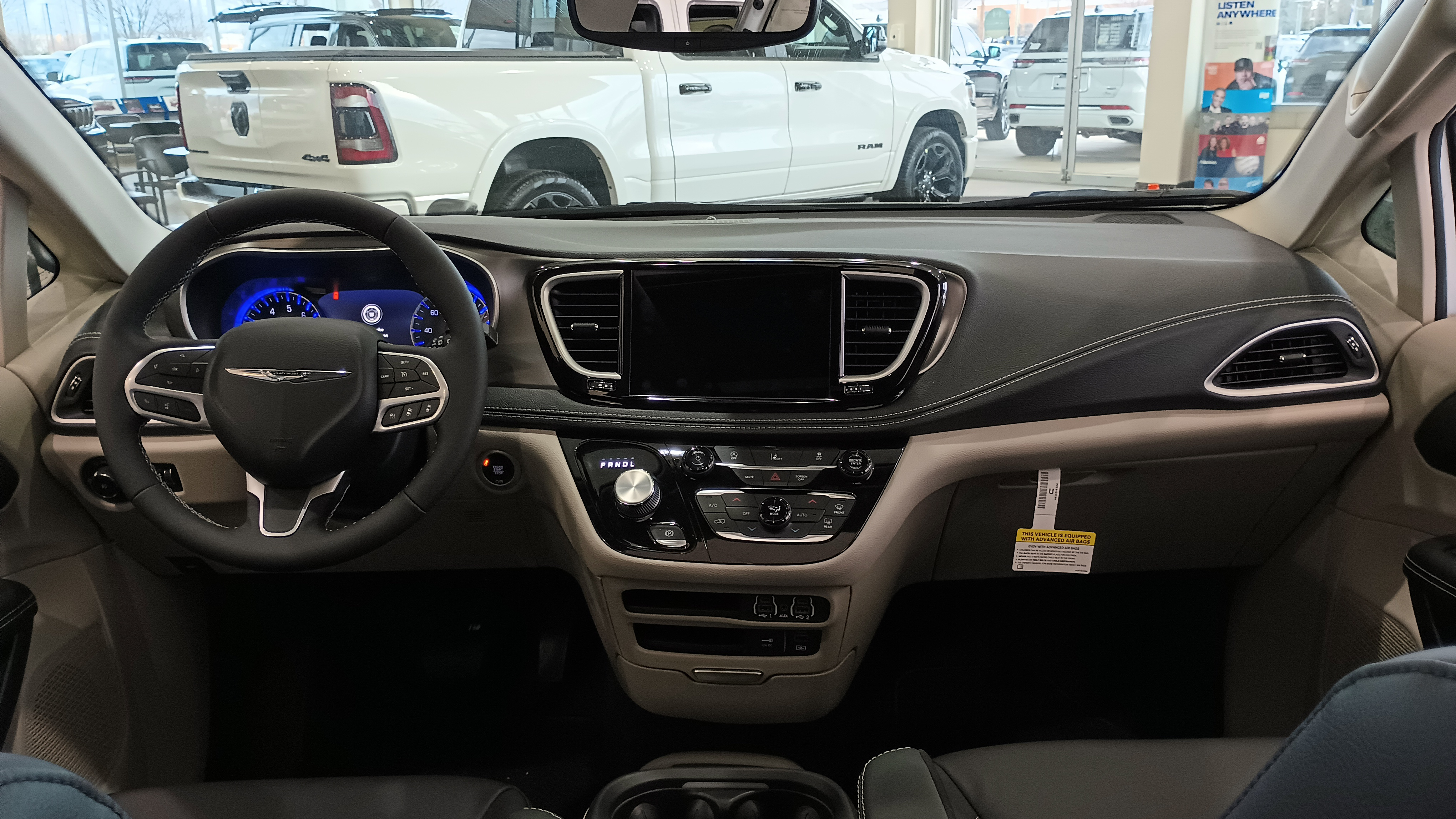
Interni

Il progetto che ha visto nascere la Pacifica (codice interno RU) venne annunciato nel giugno 2013: la Chrysler aveva già in progettazione una nuova generazione della monovolume Town & Country (globalmente nota come Voyager) da produrre presso lo stabilimento di Windsor dal 2015 sia con motore benzina che in una versione ibrida con motore termico più elettrico. Tuttavia il progetto slitta di un anno e solo nel 2015, l'allora amministratore delegato della FCA Sergio Marchionne annunciò che l’azienda avrebbe investito due miliardi di dollari nello sviluppo e nella produzione del nuovo minivan prevista per il febbraio 2016 e che la vecchia gemella del Town & Country, ovvero la Dodge Grand Caravan, sarebbe stata mantenuta in produzione in parallelo con la nuova serie. Il 3 novembre 2015, la divisione FCA US rinnovò i diritti di registrazione del nome Chrysler Pacifica (in passato utilizzato per un crossover venduto sul mercato americano).
L'11 gennaio 2016, al Salone di Detroit debutta ufficialmente la nuova Chrysler Pacifica, che sostituisce la precedente Town & Country e la Voyager. La scelta di abbandonare il nome Town & Country è dovuto principalmente per distinguere il nuovo veicolo dai precedenti; Il direttore marketing del marchio Chrysler, Bruce Velisek, dichiarò che la Pacifica doveva "cambiare l'intero concetto di ciò che le persone conoscono sui minivan".

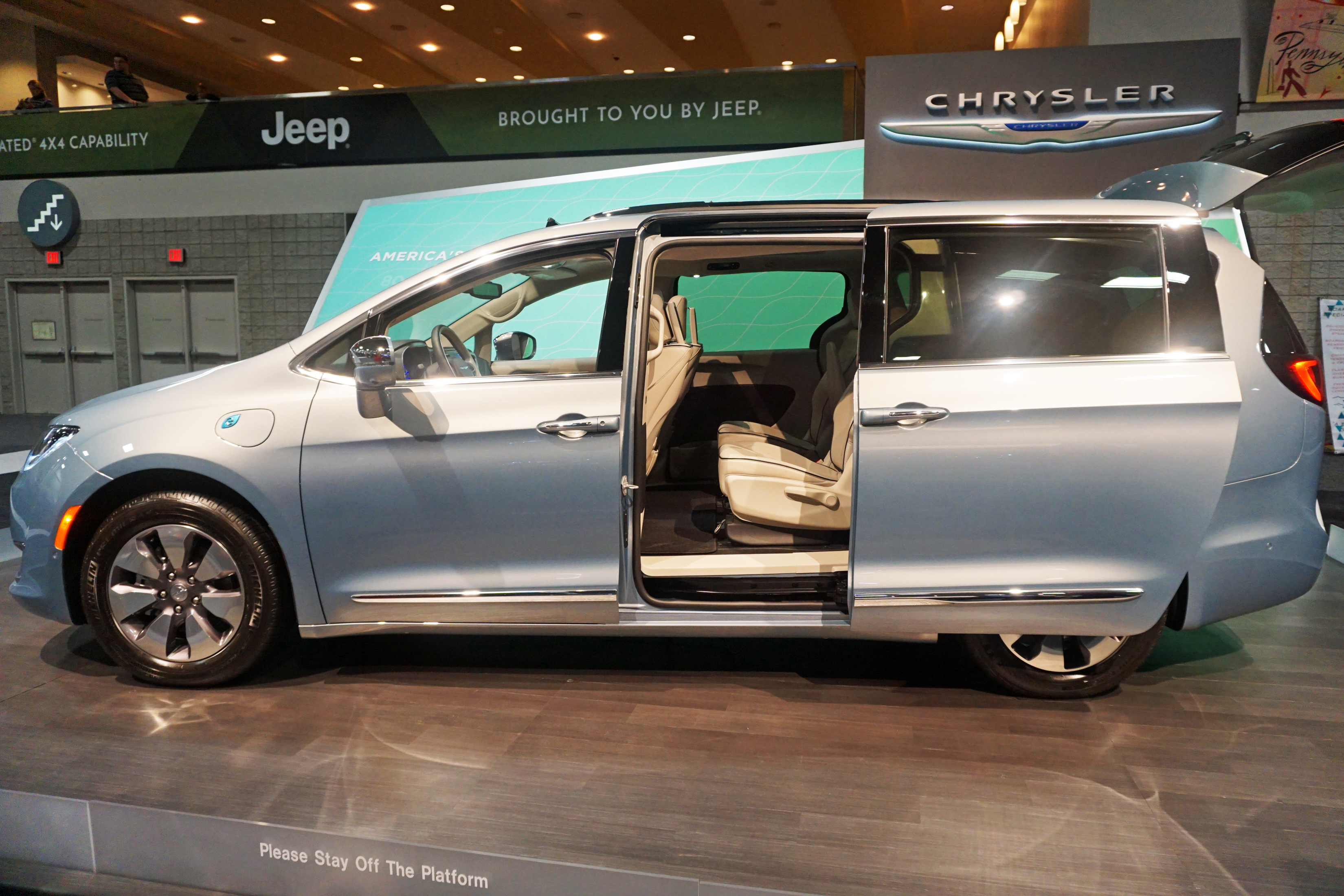
Vista laterale con la portiere scorrevole aperta

Tra le sue differenze rispetto alla precedente Town & Country, c'è la nuova piattaforma Pianale FGA Compact di base alleggerita, un design più filante e meno spigoloso ispirato ai crossover con numerosi richiami stilistici alla Chrysler 200 seconda generazione e l’inedita versione plug-in-hybrid con motore benzina ed elettrico.

## Meccanica
Con la Pacifica debutta una nuova struttura di base sempre a trazione anteriore ma con sospensioni totalmente inedite: all’avantreno viene adottato uno schema MacPherson evoluto mentre al retrotreno una nuova geometria multilink con bracci misti in acciaio e alluminio, lo scheletro della carrozzeria utilizza una vasta quantità di acciai altoresistenziali inoltre l’intera struttura è stata alleggerita tra i 100 e i 130 kg a seconda dell’allestimento. Le portiere e il cofano vengono realizzati in alluminio, le porte e il bagagliaio inoltre possiedono l’apertura delle serrature automatizzata a distanza oltre che elettrica. La Pacifica è lunga 5,17 metri, larga 2.04 metri e alta 1.77 metri con un passo di 3,09 metri.
La gamma motori è composta dal 3,6 litri benzina V6 Pentastar erogante 287 cavalli e abbinato alla trasmissione automatica ZF 9HP “TorqueFlite” a nove rapporti. Il consumo medio dichiarato è pari a 10,7 litri per percorrere 100 km (ciclo americano). Pochi mesi dopo il lancio viene introdotto anche il dispositivo start & stop.

## Evoluzione
Nel giugno 2019 Chrysler comunica che gli allestimenti d'ingresso della vettura saranno venduti sotto la denominazione Chrysler Voyager sul mercato nord americano mentre gli allestimenti top di gamma continueranno ad essere venduti con la denominazione Pacifica (incluso il modello Hybrid). La strategia ha comportato anche un abbassamento dei prezzi di listino dei modelli.
Nel febbraio 2020 debutta la trazione integrale AWD abbinata al motore 3.6 V6 a benzina e al cambio automatico ZF 9HP con assetto rialzato di 20 millimetri. La trazione integrale gestisce la coppia in modo automatico trasferendola alle ruote con meno aderenza.

### Pacifica Hybrid PHEV

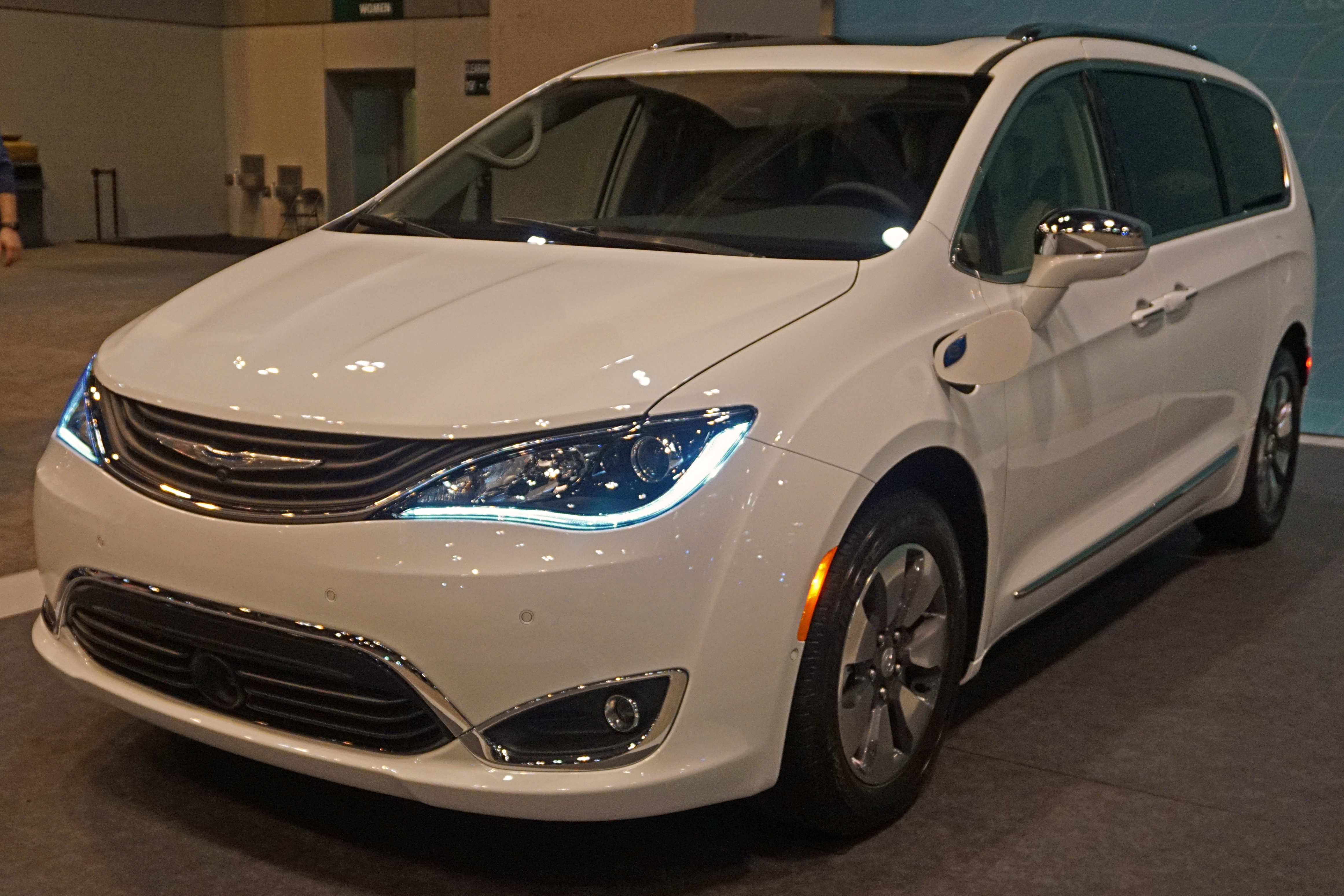
Pacifica Hybrid

La Pacifica Hybrid è dotata del motore benzina 3,6 litri Pentastar V6 rivisto in grado di funzionate nel ciclo Atkinson e di erogare una potenza massima di 245 cavalli abbinato a due motori elettrici e una batteria agli ioni di litio da 16 kWh posizionata sotto la seconda fila di sedili. A causa delle batterie la Hybrid non dispone del sistema che permette di reclinare i sedili nel pavimento Stow'n'Go. La batteria è stata progettata e prodotta da LG Chem nello stabilimento di Troy, Michigan e fornita alla Chrysler insieme a componenti elettronici e al software di gestione. La trazione è anteriore e il cambio è un nuovo automatico a variazione continua EVT sviluppato da FCA appositamente per l’impiego su veicoli ibridi. Il consumo medio cittadino dichiarato dalla Chrysler è di 2,9 litri per 100 km, e la modalità elettrica permette di percorrere fino a 48 km senza l’utilizzo del motore a benzina (omologazione americana dell’ente EPA). La produzione della Pacifica Hybrid viene avviata nel dicembre 2016.

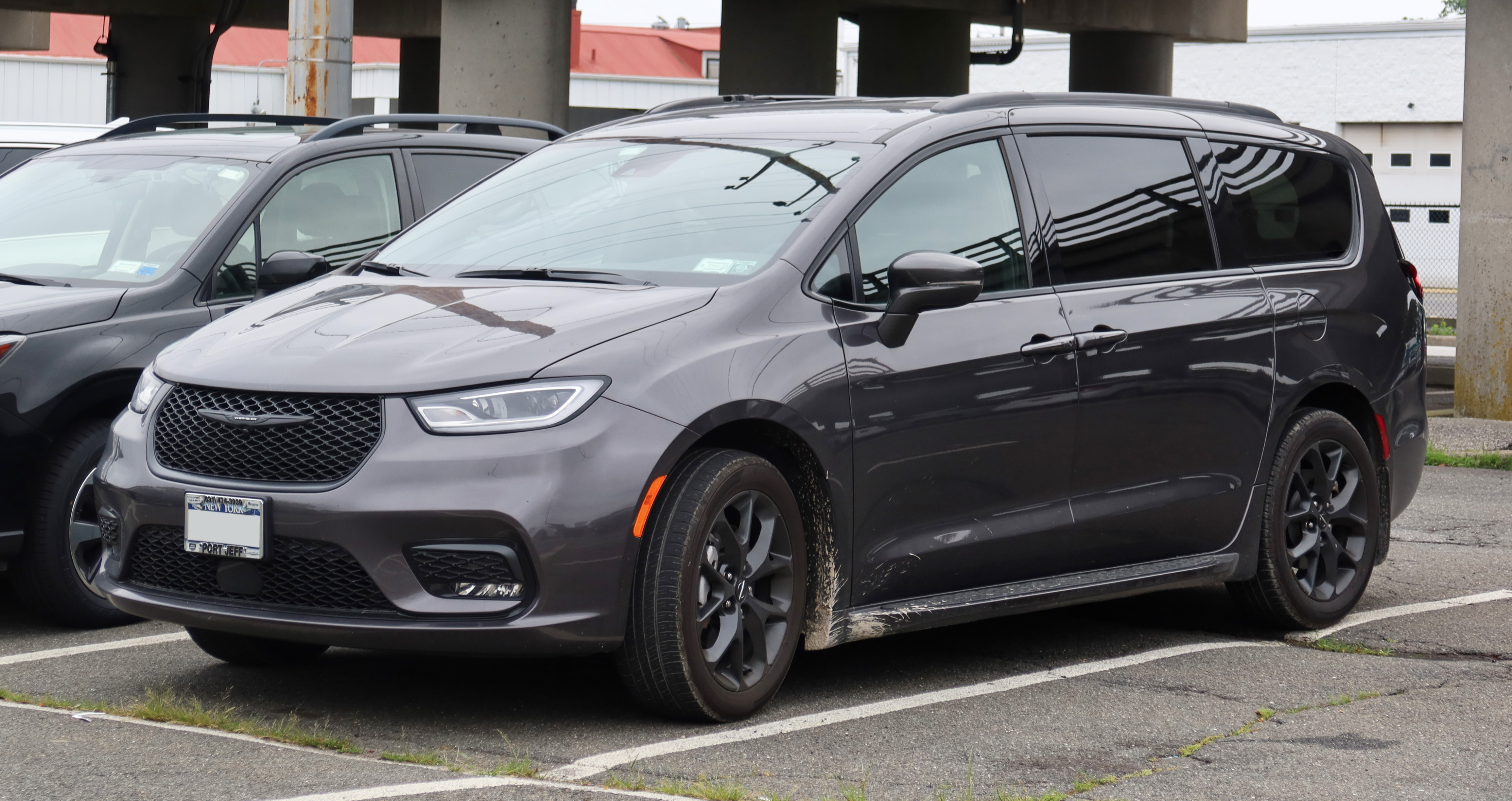
La Pacifica restyling

### Restyling 2020
Al Salone di Chicago nel febbraio 2020 viene presentato il restyling della Pacifica che introduce il nuovo frontale caratterizzato dalla nuova calandra di dimensioni maggiori ad effetto diamantato e nuovi proiettori Full LED oltre a nuovi paraurti con una presa d’aria inferiore di dimensioni minori e nuovi fendinebbia a LED. Al posteriore debutta la nuova fanaleria a LED in 3D che intercorre lungo tutto il portellone. Internamente debutta il nuovo sistema multimediale UConnect 5 con schermo touchscreen da 10.1 pollici che possiede connettività Android Auto, Apple CarPlay, Amazon Alexa e nuova Chrysler FamCam con telecamera interna all’abitacolo. Debutta anche la ricarica wireless per smartphone.

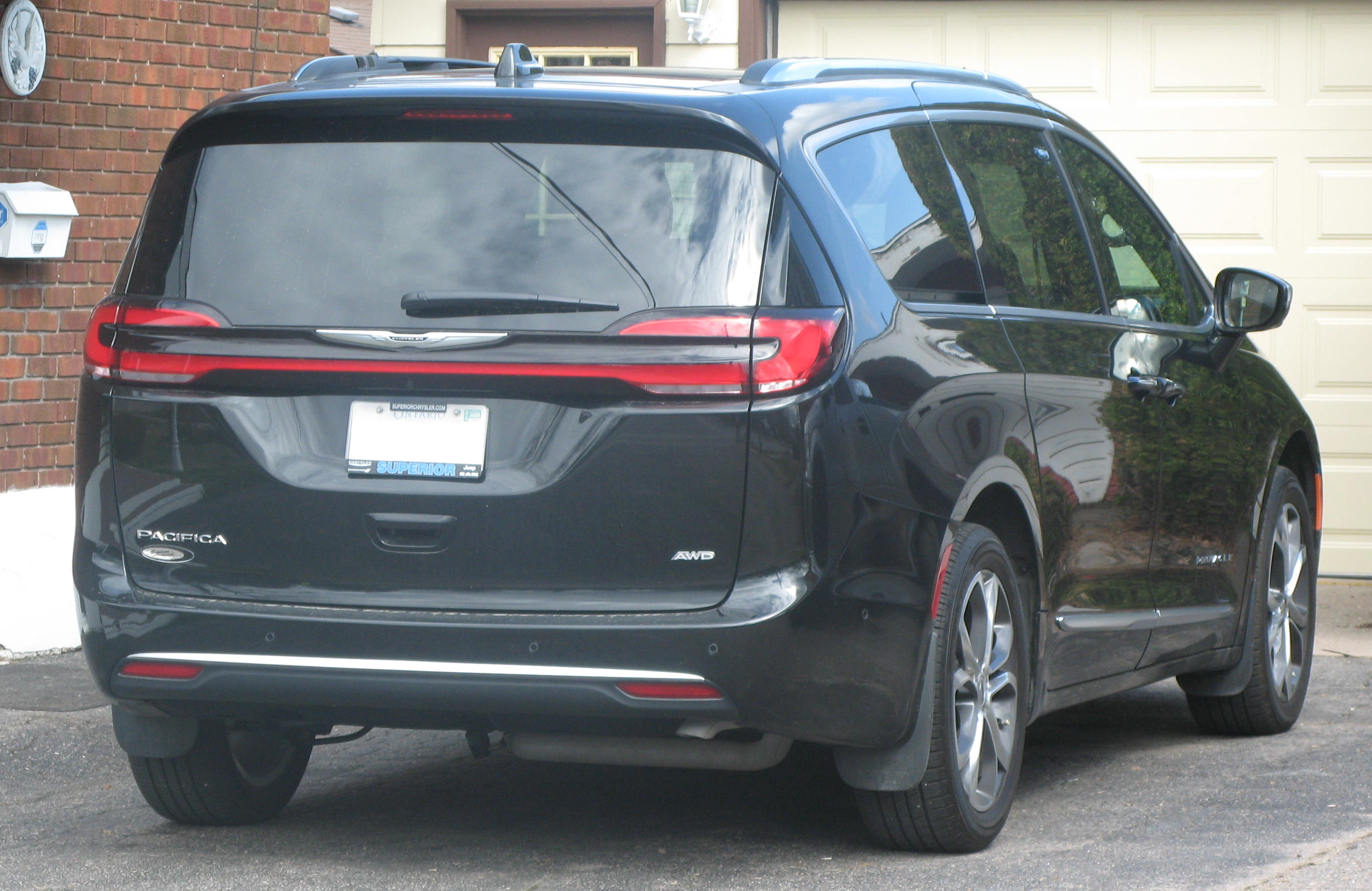
La Pacifica restyling

Meccanicamente debutta la trazione integrale AWD che in modo automatico invia la coppia motrice alle ruote posteriori in caso di necessita. I modelli AWD possiedono l’assetto rialzato di 20 millimetri. La gamma motori resta composta dal 3,6 litri V6 Pentastar a benzina o in versione PHEV ibrida plug-in ricaricabile. 
La Pacifica resta disponibile solo negli allestimenti top di gamma (Touring, Touring L, Limited sia con motore 3.6 benzina che 3.6 PHEV ibrido plug-in) a cui si aggiunge la nuova versione di punta Pinnacle. 
La gamma base venduta come Chrysler Voyager non viene ristilizzata.